# 20329 Manfro
20329 Manfro este un asteroid din centura principală de asteroizi.

## Descriere
20329 Manfro este un asteroid din centura principală de asteroizi. A fost descoperit pe 20 aprilie 1998 la Socorro, New Mexico, în cadrul proiectului LINEAR. Asteroidul prezintă o orbită caracterizată de o semiaxă mare de 2,39 ua, o excentricitate de 0,04 și o înclinație de 5,7° în raport cu ecliptica.